# 短腺小米草
短腺小米草（学名：Euphrasia regelii sp. regelii）为玄参科小米草属下的一个亚种。

## 扩展阅读
- 維基物種上的相關：短腺小米草